# De Volewijckers
De Volewijckers was een voetbalclub uit Amsterdam-Noord. De club werd opgericht in 1920 in het snel uitbreidende noordelijke deel van Amsterdam, en vestigde zich op een terrein aan het Mosveld. De club speelde een aantal jaren in de hoogste voetbalklasse, en werd landskampioen in 1944. Na de invoering van het betaald voetbal in 1954 speelde De Volewijckers een aantal jaren in zowel de eredivisie als de eerste divisie. In 1971 werd de ploeg de laatste kampioen van de Tweede Divisie. De profsectie van de Volewijckers ging in 1974 op in FC Amsterdam. De Volewijckers ging verder als amateurclub tot de club in 2013 fuseerde met DWV tot DVC Buiksloot. Het laatste seizoen (seizoen 2012/13) van het bestaan van de club speelde het eerste elftal in de Vijfde klasse zondag in het KNVB district West I. Sinds juli 2019 heet de fusieclub ASC De Volewijckers. De vereniging speelt onder de bij de KNVB bekende verenigingscode van DWV, waardoor de oprichtingsdatum in feite 1912 moet zijn en niet 1920.

## Oprichting
De voetbalclub is opgericht op 1 november 1920 en speelde tot 1926 op een veld aan de Amsterdamse Hamerkade. Vanaf 1927 verhuisde ze echter naar het Mosveld middenin Amsterdam-Noord waar een stadionnetje (met heel veel staanplaatsen) verrees dat midden in de woonwijk lag en zo'n 15.000 toeschouwers kon hebben. Door de hechte gemeenschap in Noord bloeide De Volewijckers als club. Affiniteit met andere clubs in Amsterdam (bijvoorbeeld DWS, Ajax of Blauw Wit) was er bij de inwoners niet. Men was in Noord voor de Volewijckers óf de concurrent DWV (Door Wilskracht Verkregen, maar door de De Volewijckers-aanhang consequent De Wilde Varkens genoemd). In de crisisjaren speelde De Volewijckers in de derde klasse KNVB en aan het eind van de jaren 1930 ving de eerste bloeiperiode aan. In 1941 promoveerde De Volewijckers naar de tweede klasse KNVB (toentertijd de een na hoogste voetbalklasse) en in 1942 naar de eerste klasse. Op dat moment was De Volewijckers de grootste club van Amsterdam.

## Landskampioen
In 1943 werd het Mosveld getroffen door bombardementen en verbood de Duitse bezetter voetbal op dat veld. De Volewijckers week voor haar thuiswedstrijden uit naar stadion De Meer van Ajax. In het seizoen 1943-1944 behaalde De Volewijckers de afdelingstitel in de eerste klasse A KNVB. (Er waren toentertijd vijf afdelingen eerste klas.) Traditioneel speelde deze vijf kampioenen een kampioenscompetitie tegen elkaar; de beste van de vijf mocht zich landskampioen noemen. De vier andere concurrenten waren het Haagse VUC, het Tilburgse LONGA, Heerenveen en het Almelose Heracles. VUC werd in het Olympisch Stadion, dat bevolkt was met 40.000 toeschouwers, met 5-1 verslagen. De beslissingswedstrijd op tweede pinksterdag 1944 tegen Heerenveen, met Abe Lenstra in haar gelederen en ook in het Olympisch Stadion, werd met 4-1 gewonnen waarmee De Volewijckers het landskampioenschap veroverde.

## Het Wonder van Zuilen
Na de oorlog kon dit succes niet meer worden herhaald maar bleef de club een sterke tegenstander. Voor de confrontaties met stadsgenoot Ajax liep de halve stad uit. In 1954 stapte De Volewijckers over op betaald voetbal. In die tijd kreeg het team van begin jaren zestig, dat koesterend de ‘Mosveld-baby’s` werd genoemd, vorm. Het begon als een jeugdteam dat jarenlang samenspeelde en uiteindelijk de overstap maakte van A-junioren naar het eerste seniorenelftal. Evert Teunissen was coach, trainer en soms parttime vader voor het team. Bekende spelers waren Hassie van Wijk, Wout Schaft, Henk Looijen, Frits Soetekouw, Dirk de Ruiter, Piet van der Muts en Cees Kick. 
Daan de Jongh, die als eerste elftalspeler in 1944 landskampioen werd, was de opvolger van Teunissen. Ook De Jongh was als een vader voor de jongens; wedstrijdbesprekingen werden bij hem thuis gehouden. In de Eerste Divisie A behaalden de Mosveld-baby’s in 1961 de tweede plaats. Dit gaf recht op deelname aan de promotiecompetitie voor een plaats in de Eredivisie. De Volewijckers versloeg over twee wedstrijden (2-2 en 3-1) DHC uit Delft, de nummer twee van de Eerste Divisie B. Tegen de nummer zestien van de Eredivisie volgden daarna twee wedstrijden. De tegenstander was Elinkwijk uit Utrecht dat speelde in de wijk Zuilen.
De eerste wedstrijd won De Volewijckers met 4-3 in het Olympisch Stadion zodat een gelijkspel in Utrecht voldoende was voor promotie. Dat ging niet zomaar. Voor 20.000 toeschouwers kwam Elinkwijk gemakkelijk met 3-0 (rust 1-0) voor. In de 75e minuut maakte Wout Schaft de 3-1 maar in de 80e minuut viel uit een strafschop de 4-1 waardoor de buit voor Elinkwijk (verlenging van het eredivisieschap) binnen leek. Op wonderlijke manier lukte het De Volewijckers met tien spelers, de geblesseerde Frits Soetekouw was uitgevallen, in de slotfase op 4-4 te komen. Door twee goals van Schaft en de laatste treffer was van Willy van 't Hek die via het been van tegenstander Humphrey Mijnals doel trof. Deze wedstrijd werd bekend als 'Het Wonder van Zuilen'. De Volewijckers speelde in het seizoen 1961/62 in de Eredivisie.
In het eerste seizoen eindigde De Volewijckers als elfde, een goed resultaat voor een debutant. Het seizoen erop werd een rampjaar. Het seizoen was zes wedstrijden oud toen trainer Daan de Jongh, op de terugweg na de uitwedstrijd tegen DOS in Utrecht, op de achterbank van de bus overleed aan een hartstilstand. De magie van de Mosveld-baby’s was gebroken en de spelers kwamen deze slag nooit te boven. Het team degradeerde in 1963 roemloos met slechts 8 punten (uit 30 wedstrijden) naar de Eerste Divisie.

## Neergang
De volgende grote tegenslag voor de club was de verplichte verhuizing in 1964 van het gezellige Mosveld naar een sportcomplex verderop in Amsterdam Noord: Buiksloterbanne. Dit omdat er een aansluitweg vanaf de IJtunnel moest worden aangelegd: de Johan van Hasseltweg (S118). Deze sneed recht door de doelen van het hoofdveld. De club werd gecompenseerd met een complex met een stadion en vijf velden. In één klap was de club de binding met zijn wijk kwijt en de toeschouwers meden de nieuwe locatie. Personen binnen de club met een iets minder romantische inslag weten de neergang echter ook aan het feit dat het bestuur van de club feitelijk niet meer dan hardwerkende amateurs waren die niet veel verstand hadden van het reilen en zeilen van een profvoetbalclub. De Volewijckers beleefde nog één opleving: kampioen van de Tweede divisie in 1971. Het profvoetbal eindigde in 1974 definitief en de proftak ging op in de twee jaar eerder ontstane fusieclub FC Amsterdam. De amateurtak bleef bestaan en leidt nu een bestaan in de Vijfde klasse zondag.
De laatste bekende Nederlander die voor De Volewijckers speelde was Co Adriaanse; hij debuteerde als 17-jarige in 1964 in het eerste elftal en werd op zijn 21ste aanvoerder van het 1e elftal. Later speelde hij nog voor FC Utrecht. Bekende spelers die uit de jeugd van De Volewijckers voortkomen zijn Romeo Castelen, Mario Melchiot en Nick van der Velden.

## Resultaten profs 1928–1974
| 3 4A |

| 2 4B |

| 1 3A |

| 1 3C |

| 3 3C |

| 2 3A |

| 3 3B |

| 1 3A |

| 2 3A |

| 1 3C |

| 2 3A |

| 1 3C |

| 2 D |

| 1 3C |

| 1 2B |

| 7 |

| 1 |

|  |

| 2 |

| 2 |

| 9 |

| 9 |

| 2 |

| 9 1C |

| 9 1A |

| 12 1A |

| 5 1B |

| 8 D |

| 17 B |

| 14 A |

| 6 B |

| 12 B |

| 7 A |

| 2 A |

| 11 |

| 16 |

| 6 |

| 9 |

| 12 |

| 17 |

| 15 |

| 15 |

| 16 |

| 1 |

| 18 |

| 19 |

| 20 |

| Eredivisie    | Hoofdklasse (profniveau) | Eerste divisie | Eerste klasse (profniveau) | Tweede divisie |
| Eerste klasse | Tweede klasse            | Derde klasse   | Vierde klasse              | Noodcompetitie |

## Resultaten amateurs 1972–2013
| 7 4E |

| 1 4D |

| 8 3C |

| 8 3C |

| 8 3C |

| 12 3B |

| 4 4D |

| 3 4D |

| 1 4D |

| 1 3C |

| 7 2A |

| 6 2A |

| 12 2A |

| 6 3B |

| 11 3B |

| 10 3B |

| 9 3B |

| 4 3B |

| 2 3B |

| 3 3B |

| 6 3B |

| 8 3B |

| 3 4D |

| 5 4E |

| 2 4E |

| 5 4E |

| 8 4E |

| 8 4F |

| 1 4F |

| 9 3C |

| 12 3B |

| 9 4C |

| 10 4C |

| 7 4C |

| 3 4E |

| 10 4E |

| 9 4E |

| 11 4E |

| 8 5E |

| 5 5D |

| 14 4C |

| 10 5D |

| Tweede klasse | Derde klasse | Vierde klasse | Vijfde klasse |

In elke staaf van de grafiek staat van boven naar beneden vermeld: 
- Eindnotering

Dit is de positie die de club heeft bereikt in de competitie, zonder eventuele beslissings-, play-off- of nacompetitiewedstrijden die nodig zijn geweest om bijvoorbeeld de kampioen van de competitie te bepalen.
Indien een * achter het getal staat is de notering een tussenstand en kan het zijn dat de notering niet overeenkomt met de uiteindelijke eindstand van de competitie.
Staat er een - dan is het seizoen nog bezig en is er geen definitieve uitslag bekend.
Staat er xx op de positie van de notering, dan heeft de club vroegtijdig de competitie verlaten. Dit kan onder andere komen door terugtrekking van het team, faillissement van de club of door een uitgedeelde straf van de KNVB. In veel gevallen staat elders in het artikel de reden vermeld.
Staat er een ? dan is het resultaat uit het verleden onbekend, en is alleen de competitie of het niveau bekend van dat seizoen.
In de seizoenen 2019/20 en 2020/21 werd wegens de coronacrisis het amateurvoetbal afgebroken. Daardoor kennen deze staven geen eindklassering (middels -- weergegeven).
- Competitieniveau en afdelingsletter of Officiële eindstand Eredivisie
  - Competitieniveau en afdelingsletter

Hierbij geeft het getal het niveau weer, dat ook terug te vinden is in de legenda. De letter is de afdelingsaanduiding en wordt gebruikt wanneer er meer afdelingen zijn op hetzelfde niveau. De afdelingsletter is altijd een hoofdletter en wordt meestal zonder nummer gebruikt.
Voorbeeld: 2F is niveau 2e klasse competitie F.
Het competitieniveau en nummer wordt niet vermeld wanneer er slechts één competitie van dit niveau was.
  - Officiële eindstand Eredivisie (getal staat tussen haakjes vermeld)

Sinds de introductie van play-offwedstrijden voor Europees voetbal na afloop van de reguliere competitie in 2005/06, is de KNVB verplicht een eindstand van de Eredivisie door te geven aan de UEFA aan de hand van deze play-offwedstrijden.
Bij deze eindstand staan clubs die zich hebben gekwalificeerd voor Europees voetbal hoger dan clubs die zich niet wisten te kwalificeren. Indien er geen verschil was tussen de eindnotering en de officiële eindstand, staat dit getal niet vermeld.

- Onderafdeling

Hier staat afgekort de naam van de onderafdeling indien de club in dat jaar in een onderafdeling uitkwam. Tevens staat deze afkorting in de legenda en wordt gelinkt naar het artikel over deze onderafdeling. Deze afkorting wordt alleen vermeld wanneer de club in het verleden in verschillende onderafdelingen heeft gespeeld. Deze vermelding is in de staaf altijd in kleine letters. Deze onderafdelingen zijn na het seizoen 1995/96 afgeschaft. Heeft de club in slechts één onderafdeling gespeeld, dan is dit alleen terug te vinden in de legenda.
Onder de staaf staat het jaartal vermeld waarin het seizoen is afgesloten. 15 verwijst naar het seizoen 2014/15 of eventueel het seizoen 1914/15.
Wanneer een staaf leeg is, zijn deze gegevens niet bekend. Het kan ook zijn dat de club dat seizoen niet heeft meegespeeld op het hogere amateurniveau, vroegtijdig de competitie heeft verlaten of uit de competitie is gezet.

In het seizoen 1944/45 was er wegens de Tweede Wereldoorlog geen regulier competitievoetbal.

## Betaald voetbal

### Seizoensoverzichten
| Resultaten van De Volewijckers sinds de toetreding in het betaald voetbal in 1954 | Resultaten van De Volewijckers sinds de toetreding in het betaald voetbal in 1954 | Resultaten van De Volewijckers sinds de toetreding in het betaald voetbal in 1954 | Resultaten van De Volewijckers sinds de toetreding in het betaald voetbal in 1954 | Resultaten van De Volewijckers sinds de toetreding in het betaald voetbal in 1954 | Resultaten van De Volewijckers sinds de toetreding in het betaald voetbal in 1954 | Resultaten van De Volewijckers sinds de toetreding in het betaald voetbal in 1954 | Resultaten van De Volewijckers sinds de toetreding in het betaald voetbal in 1954 | Resultaten van De Volewijckers sinds de toetreding in het betaald voetbal in 1954 | Resultaten van De Volewijckers sinds de toetreding in het betaald voetbal in 1954 | Resultaten van De Volewijckers sinds de toetreding in het betaald voetbal in 1954 | Resultaten van De Volewijckers sinds de toetreding in het betaald voetbal in 1954 | Resultaten van De Volewijckers sinds de toetreding in het betaald voetbal in 1954                                                                             |
| Seizoen                                                                           | Competitie                                                                        | Competitie                                                                        | Competitie                                                                        | Competitie                                                                        | Competitie                                                                        | Competitie                                                                        | Competitie                                                                        | Competitie                                                                        | Competitie                                                                        | Kwalificatie                                                                      | KNVB beker                                                                        | Bijzonderheid |
| Seizoen                                                                           | Divisie                                                                           | GW                                                                                | W                                                                                 | G                                                                                 | V                                                                                 | PNT                                                                               | DV                                                                                | DT                                                                                | POS                                                                               | Kwalificatie                                                                      | KNVB beker                                                                        | Bijzonderheid |
| --------------------------------------------------------------------------------- | --------------------------------------------------------------------------------- | --------------------------------------------------------------------------------- | --------------------------------------------------------------------------------- | --------------------------------------------------------------------------------- | --------------------------------------------------------------------------------- | --------------------------------------------------------------------------------- | --------------------------------------------------------------------------------- | --------------------------------------------------------------------------------- | --------------------------------------------------------------------------------- | --------------------------------------------------------------------------------- | --------------------------------------------------------------------------------- | --- |
| 1954/55                                                                           | Eerste klasse B                                                                   | 9                                                                                 | 5                                                                                 | 2                                                                                 | 2                                                                                 | 19                                                                                | 11                                                                                | 12                                                                                | 3e                                                                                | –                                                                                 | Geen bekertoernooi                                                                | De Volewijckers treedt toe tot het betaald voetbal De competitie werd na de fusie van de KNVB en de NBVB niet afgemaakt. Alle teams werden opnieuw ingedeeld. |
| 1954/55                                                                           | Eerste klasse D                                                                   | 26                                                                                | 11                                                                                | 4                                                                                 | 11                                                                                | 26                                                                                | 34                                                                                | 53                                                                                | 8e                                                                                | Hoofdklasse                                                                       | Geen bekertoernooi                                                                | De Volewijckers treedt toe tot het betaald voetbal De competitie werd na de fusie van de KNVB en de NBVB niet afgemaakt. Alle teams werden opnieuw ingedeeld. |
| 1955/56                                                                           | Hoofdklasse B                                                                     | 34                                                                                | 5                                                                                 | 3                                                                                 | 26                                                                                | 13                                                                                | 49                                                                                | 126                                                                               | 17e                                                                               | Eerste divisie                                                                    | Geen bekertoernooi                                                                | |
| 1956/57                                                                           | Eerste divisie A                                                                  | 30                                                                                | 9                                                                                 | 7                                                                                 | 14                                                                                | 25                                                                                | 52                                                                                | 64                                                                                | 14e                                                                               | –                                                                                 | 2e ronde                                                                          | – |
| 1957/58                                                                           | Eerste divisie B                                                                  | 30                                                                                | 12                                                                                | 6                                                                                 | 12                                                                                | 30                                                                                | 47                                                                                | 49                                                                                | 6e                                                                                | –                                                                                 | 2e ronde                                                                          | – |
| 1958/59                                                                           | Eerste divisie B                                                                  | 28                                                                                | 8                                                                                 | 7                                                                                 | 13                                                                                | 23                                                                                | 41                                                                                | 44                                                                                | 12e                                                                               | –                                                                                 | 3e ronde                                                                          | – |
| 1959/60                                                                           | Eerste divisie A                                                                  | 30                                                                                | 13                                                                                | 5                                                                                 | 12                                                                                | 31                                                                                | 51                                                                                | 42                                                                                | 7e                                                                                | –                                                                                 | Geen bekertoernooi                                                                | – |
| 1960/61                                                                           | Eerste divisie A                                                                  | 34                                                                                | 21                                                                                | 5                                                                                 | 8                                                                                 | 47                                                                                | 86                                                                                | 49                                                                                | 2e                                                                                | Nacompetitie                                                                      | 1e ronde                                                                          | Promotiewedstrijden tegen DHC (2–2 & 3–1) en Elinkwijk (4–3 & 4–4)                                                                                            |
| 1961/62                                                                           | Eredivisie                                                                        | 34                                                                                | 13                                                                                | 6                                                                                 | 15                                                                                | 32                                                                                | 68                                                                                | 87                                                                                | 11e                                                                               | –                                                                                 | 3e ronde                                                                          | – |
| 1962/63                                                                           | Eredivisie                                                                        | 30                                                                                | 2                                                                                 | 4                                                                                 | 24                                                                                | 8                                                                                 | 31                                                                                | 102                                                                               | 16e                                                                               | Rechtstreekse degradatie                                                          | 3e ronde                                                                          | – |
| 1963/64                                                                           | Eerste divisie                                                                    | 30                                                                                | 14                                                                                | 7                                                                                 | 9                                                                                 | 35                                                                                | 54                                                                                | 41                                                                                | 6e                                                                                | –                                                                                 | 3e ronde                                                                          | – |
| 1964/65                                                                           | Eerste divisie                                                                    | 30                                                                                | 8                                                                                 | 12                                                                                | 10                                                                                | 28                                                                                | 52                                                                                | 51                                                                                | 9e                                                                                | –                                                                                 | 2e ronde                                                                          | – |
| 1965/66                                                                           | Eerste divisie                                                                    | 28                                                                                | 8                                                                                 | 4                                                                                 | 16                                                                                | 20                                                                                | 41                                                                                | 51                                                                                | 12e                                                                               | –                                                                                 | Groepsfase                                                                        | – |
| 1966/67                                                                           | Eerste divisie                                                                    | 38                                                                                | 10                                                                                | 9                                                                                 | 19                                                                                | 29                                                                                | 45                                                                                | 69                                                                                | 17e                                                                               | –                                                                                 | Geen deelname                                                                     | – |
| 1967/68                                                                           | Eerste divisie                                                                    | 36                                                                                | 8                                                                                 | 11                                                                                | 17                                                                                | 27                                                                                | 42                                                                                | 48                                                                                | 15e                                                                               | –                                                                                 | Groepsfase                                                                        | – |
| 1968/69                                                                           | Eerste divisie                                                                    | 34                                                                                | 9                                                                                 | 12                                                                                | 13                                                                                | 30                                                                                | 41                                                                                | 47                                                                                | 15e                                                                               | –                                                                                 | 2e ronde                                                                          | – |
| 1969/70                                                                           | Eerste divisie                                                                    | 34                                                                                | 10                                                                                | 8                                                                                 | 16                                                                                | 28                                                                                | 37                                                                                | 51                                                                                | 16e                                                                               | Rechtstreekse degradatie                                                          | 2e ronde                                                                          | – |
| 1970/71                                                                           | Tweede divisie                                                                    | 32                                                                                | 20                                                                                | 7                                                                                 | 5                                                                                 | 47                                                                                | 65                                                                                | 31                                                                                | 1e                                                                                | Rechtstreekse promotie                                                            | 1e ronde                                                                          | – |
| 1971/72                                                                           | Eerste divisie                                                                    | 40                                                                                | 8                                                                                 | 16                                                                                | 16                                                                                | 32                                                                                | 35                                                                                | 49                                                                                | 18e                                                                               | –                                                                                 | Geen deelname                                                                     | – |
| 1972/73                                                                           | Eerste divisie                                                                    | 38                                                                                | 6                                                                                 | 16                                                                                | 16                                                                                | 28                                                                                | 43                                                                                | 65                                                                                | 19e                                                                               | –                                                                                 | 3e ronde                                                                          | – |
| 1973/74                                                                           | Eerste divisie                                                                    | 38                                                                                | 8                                                                                 | 10                                                                                | 20                                                                                | 26                                                                                | 41                                                                                | 66                                                                                | 20e                                                                               | –                                                                                 | 1e ronde                                                                          | De Volewijckers fuseert met FC Amsterdam en gaat verder onder diezelfde naam                                                                                  |

### Topscorers
- 1954/55:  Dick Schenkel (8)
- 000000 :  Dick Schenkel (12)
- 1955/56:  Dick Schenkel (12)
- 1956/57:  Herman Gongrijp (11)
0000000  Otto Polak (11)
- 1957/58:  Piet Boogaard (15)
- 1958/59:  Wout Schaft (14)
- 1959/60:  Piet Boogaard (11)
0000000  Frits Kick (11)
0000000  Wout Schaft (11)
- 1960/61:  Wout Schaft (27)
- 1961/62:  Wout Schaft (19)
- 1962/63:  Piet Boogaard (12)
- 1963/64:  Piet Boogaard (22)
- 1964/65:  Piet Boogaard (15)
- 1965/66:  Johan Engelsma (15)
- 1966/67:  Johan Engelsma (12)
- 1967/68:  Co Stout (10)
- 1968/69:  Co Stout (10)
- 1969/70:  Bob de Jongh (7)
0000000  Pim Waaijenberg (7)
- 1970/71:  Piet Boogaard (16)
- 1971/72:  Pim Waaijenberg (12)
- 1972/73:  Arnold van Haren (8)
0000000  Pim Waaijenberg (8)
- 1973/74:  Cor Zonneveld (6)

### Trainers
- 1937–1940:  Fred Pagnam
- 1940–1941:  Vilmos Halpern
- 0000–1941:  Frans van der Hilst
- 1941–1946:  Jaap van der Leck
- 0000–1947:  Jesse Carver (a.i.)
- 1947–1949:  Joop de Busser
- 1949–1951:  József Veréb
- 1951–1953:  Frans Bognetteau
- 1953–1956:  Joop de Busser
- 0000–1956:  Karel Kaufman (a.i.)
- 1956–1959:  Evert Teunissen
- 1959–1962:  Daan de Jongh
- 000001962:  Piet Hartkoorn (a.i.)
- 1962–1963:  Piet van Houwelingen
- 1963–1966:  Jan van Asten
- 000001966:  Robert Klijn (a.i.)
- 1966–1967:  Joop de Busser
- 1967–1969:  Bert Jacobs
- 1969–1971:  Jany van der Veen
- 1971–1974:  Ger Blok

## Bekende (oud-)Spelers
- Co Adriaanse
- Rodney Antwi
- Chris Bachofner
- Klaas Bakker
- Toon den Boer
- Cor ten Bosch
- Dries Boszhard
- Joop de Busser
- Romeo Castelen
- Henk ten Cate
- Henk Ellens
- Tonny Fens
- Theo de Groot
- Daan de Jongh
- Leandro Kappel
- Cees Kick
- Bas Kuipers
- Ger Lagendijk
- Jan Los
- Sherjill Mac-Donald
- Mario Melchiot
- Bob Nieuwenhout
- Bob Ponsen
- Dirk de Ruiter (senior)
- Kees Ruiter
- Danny Schenkel
- Dick Schenkel
- Gerard Schoonewille
- Dirk Schouten
- Dennis Schulp
- Bart Severijnse
- Cees van Slooten
- Chris Smit
- Frits Soetekouw
- Ko Stijger
- Co Stout
- Achille Vaarnold
- Nick van der Velden
- Arend van der Wel
- Dennis van Wijk